# Тетракозан
Тетракозан — органическое соединение класса алканов. Содержится в минерале эвенките, открытый в 1953 году в Эвенкии, в районе реки Нижняя Тунгуска. Название происходит от греческого названия числа атомов углерода. Молекула тетракозана имеет 14,490,245 структурных изомеров и 252,260,276 стереоизомеров.

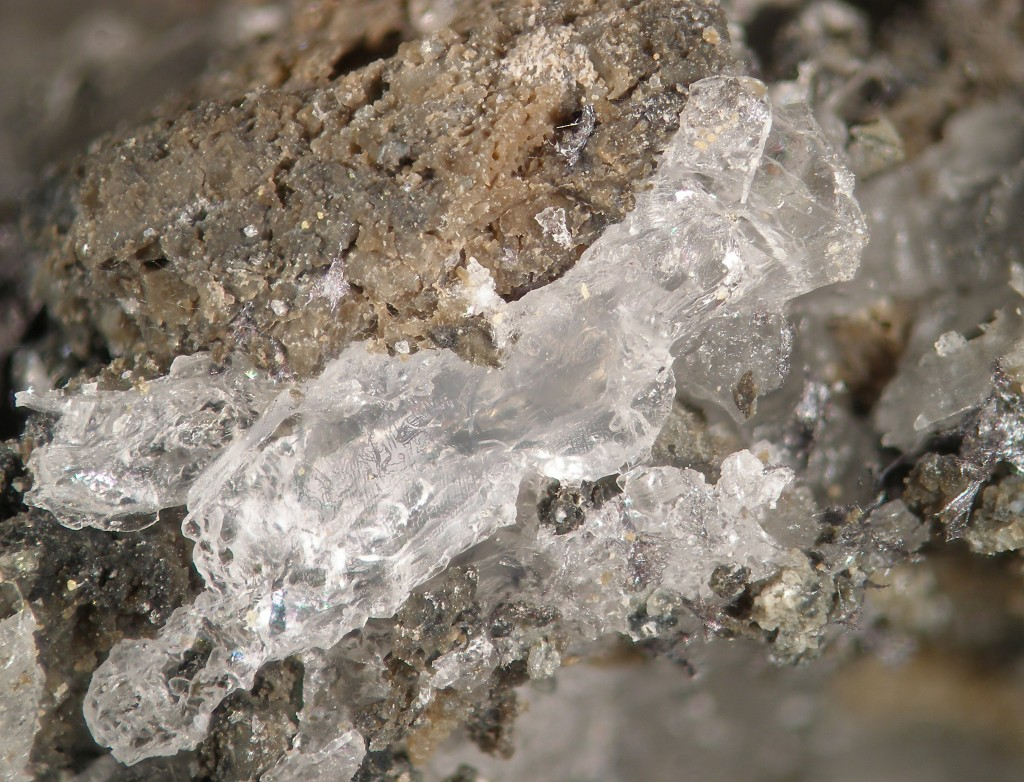
Минерал Эвенкит

## Химические свойства
Как и все органические вещества, тетракозан вступает в реакцию горения:
2C24H50 + 73O2 {\displaystyle \rightarrow } 42CO2 + 50H2O
Так как вещество относится к классу алканов, то оно будет участвовать во всех реакциях, характерных для данного класса веществ (крекинг, окисление, дегидрирование и т.д.)